# Mariama Sako Hall Konaté
Mariama Sako Konaté, née Mariama Sako, est une personnalité politique guinéenne. Elle est l'épouse de l'ex-président de la Guinée, Sékouba Konaté.

## Dans la culture

### Musique
- 2015 : Lambé par Ibro Diabaté[5].
- 2015 :  Kaira par Djely Fodé Kouyaté[5].
- 2017 : Mariam Ikana Kassi par Saran Kamissoko[6].